# Automolis deriemaeckeri
Automolis deriemaeckeri là một loài bướm đêm thuộc phân họ Arctiinae, họ Erebidae.